# AES/EBU
AES/EBU (Audio Engineering Society/Europäische Rundfunkunion) ist die übliche Bezeichnung der AES3-Schnittstelle nach DIN EN 60958 zur  unidirektionalen, selbstsynchronisierenden und seriellen Übertragung digitaler Stereo-, Zweikanal- oder Mono-Audiosignale zwischen verschiedenen Geräten. Sie wird hauptsächlich im professionellen Tonstudio-Umfeld verwendet.
Nicht zu verwechseln ist die Bezeichnung mit dem Verschlüsselungsalgorithmus Advanced Encryption Standard.

## Allgemeines
AES3 wird in IEC 60958 (früher IEC 958:1989) definiert. In Deutschland ist diese Norm als DIN EN 60958 in drei Teilen veröffentlicht.
Der einzige Unterschied zwischen AES3 und AES/EBU liegt in der Isolierung von Sender und Empfänger durch induktive Übertrager, die nach der AES/EBU-Spezifikation vorgeschrieben sind, während sie in AES3 nur optional sind.
In den 1980er-Jahren entwickelte eine Arbeitsgruppe der Audio Engineering Society einen Standard zur digitalen Übertragung von Audiosignalen. Dieser wurde der  Europäischen Rundfunkunion (EBU) und der japanischen EIAJ zur Zustimmung vorgelegt. 1985 wurde der Standard als AES3 von dem amerikanischen ANSI und der EBU und der EIJA unter eigenen Bezeichnungen mit kleinen Anpassungen veröffentlicht. Deshalb wird er teilweise auch als AES/EBU-Standard bezeichnet.
Parallel arbeitete die IEC unter wesentlichem Einfluss von Sony und Philips an der Implementation eines entsprechenden Standards für Verbraucher-Anwendungen. Die IEC 958 wurde zur IEC 60958 bzw. DIN EN 60958. Diese Norm deckt einen professionellen (professional mode, Type I) und einen Endverbrauchermodus (consumer mode, Type II) ab. In heimischen HiFi-Geräten kommt der Endverbraucher-Typ S/PDIF zur Anwendung. Die wesentlichen Unterschiede bestehen in einer unterschiedlichen physischen Schnittstelle und dem sogenannten Kanalstatus („C-Bit“) von AES3, das bei S/PDIF zu Übermittlung von Kopierschutzdaten verwendet wird. Die restlichen Datenfelder, insbesondere das Format der Audiodaten, der Aufbau von Frames und Subframes, ist zwischen S/PDIF und AES3 identisch.

## Physische Schnittstelle
AES3 verwendet symmetrische Kabel mit 110 Ohm oder in der AES3 id spezifizierte unsymmetrische Koaxialkabel mit 75 Ohm Wellenimpedanz und Twisted-Pair-Kabel. Als Steckverbinder wird bei symmetrischen Kabeln XLR oder RJ45 und bei unsymmetrischen Koaxialkabeln BNC eingesetzt. Bei Einsatz von hochwertigen Koaxialkabeln (und Steckverbindern mit 75 Ohm Wellenimpedanz) können die Längen über 300 Meter betragen.
Durch die zunehmende Qualität bei LAN-Systemen werden im beginnenden 21. Jahrhundert zunehmend hochwertige Twisted-Pair-Kabel (Kategorie 5 oder 6, umgangssprachlich auch LAN-Kabel genannt) für die AES/EBU-Verkabelung eingesetzt. Ihre Wellenimpedanz liegt innerhalb der für AES3 festgelegten Werte.
Die üblichen Abtastfrequenzen des Audiosignals sind 32 kHz, 44,1 kHz, 48 kHz und 96 kHz. Darüber hinaus werden noch selten verwendete Abtastraten wie 88,2 kHz und 192 kHz unterstützt. Die Wortbreite der Abtastwerte kann im Bereich von 16 Bit bis 24 Bit liegen.
Die Kanalkodierung der Audiodaten wird mittels Biphase-Mark-Kodierung vorgenommen. Das zu übertragende Signal ist gleichanteilsfrei und kann zur Vermeidung von Brummschleifen galvanisch getrennt über Impulstrafos übertragen werden. Elektrisch verwendet die AES3-Schnittstelle Pegel und Treiber nach der Norm EIA-422 (RS422). Durch die Art der Kanalkodierung kann auf der Empfangsseite der Abtastratentakt mittels einer PLL aus dem AES3-Signal wiedergewonnen werden.

## Logische Schnittstelle

Datenformat der AES/EBU-Schnittstelle

Das Übertragungsformat der AES3-Schnittstelle gliedert sich in Blöcke, Frames und Subframes, wie in nebenstehender Abbildung dargestellt. Ein Block enthält 192 Frames, dabei besteht jeder Frame aus 2 Subframes. Pro Subframe wird ein Audiosample mit 16, 20 oder maximal 24 Bit Dynamik und mit 4 Informationsbits übertragen. In den Informationsbits wird unter anderem ein sogenannter Kanalstatus übertragen, der Informationen über die Art der Audiodaten umfasst, sowie Anwenderdaten (wie MIDI 1.0). Die restlichen Bits eines 32 Bit langen Time Slots dienen zum Synchronisieren der Frames und der Sicherung gegen Fehler. Pro Frame kann ein Stereokanal übertragen werden.

## Signalqualität
Die digitale Signalübertragung kann vor allem bei langen und minderwertigen Kabeln zu einer Signalverstümmelung führen:
Kann der Empfänger den Bitstrom auch mit Hilfe der Prüfsumme nicht mehr zu 100 % rekonstruieren, kommt es zur Signalverschlechterung. Sie äußert sich durch Verlust an Amplitudenauflösung (Dynamik) und zeitlicher Desynchronisation (Glitch). Das Signal klingt dann gegebenenfalls rau und ist durch Knackser unterbrochen. Abhilfe schaffen in diesem Fall höherwertige Kabel, die für die digitale Übertragung spezifiziert sind (Wellenimpedanz von 110 Ohm) sowie die Vermeidung von Adaptern und Verlängerungen im digitalen Signalweg.
In der Regel ist die Qualität der digitalen Übertragung jedoch verlustfrei und somit unter den meisten Umständen wesentlich besser als bei analoger Übertragung.

## Synchronisation des Audiotaktes
Werden in einer Produktionsumgebung mehrere digitale Signalquellen genutzt, so müssen die PCM-Ströme taktsynchronisiert werden. In diesem Fall lassen sich professionelle PCM-Signalquellen (A/D-Wandler, digitale Bandmaschinen etc.) durch einen sogenannten Haustaktgenerator extern betakten, um einen Gleichlauf der PCM-Bitströme sicherzustellen. Desynchronisierte digitale Signalquellen äußern sich durch hörbare Knackser bis hin zum Rauschen bei komplettem Signalverlust (siehe auch Jitter).

## Sonstiges
Weiterhin werden über diese Schnittstelle nicht nur PCM-kodierte Audiosignale übertragen, sondern beispielsweise auch Dolby-E- oder Dolby-Digital-kodierte Mehrkanalaudiodaten – diese Definitionen sind aber nicht mehr Teil der AES3-Spezifikation und sind im Standard SMPTE 337M festgelegt.
Der in AES3 festgelegte Bitstrom kann auch in diversen anderen Schnittstellen-Protokollen getunnelt werden, das heißt, das AES3-Signal wird innerhalb des anderen Protokolls noch einmal verpackt, und gegebenenfalls auch mehrfach gebündelt. Beispiele dafür sind MADI, IEEE 1394, AES50.
Die Schnittstelle AES/EBU wurde von mehreren Organisationen in annähernd gleicher Weise genormt:
- von der AES als AES3
- von der EBU als Tech-3250E
- von der IEC als IEC 60958-4

Der Standard AES42 für digitale Mikrofone baut auf dem Standard von AES3 auf.